# Первомайка (Кемеровская область)
Первомайка — упразднённый посёлок в Тисульском районе Кемеровской области. На момент упразднения входил в состав Центрального поселкового совета. Исключен из учётных данных в 1978 году.

## География
Располагался в истоке реки Левотроицкая(приток реки Талановка), на расстоянии примерно 23 км по прямой к юго-востоку от поселка Центральный.

## История
Постановлением ВЦИК от 20 марта 1931 года Первомайский рудник отнесен к категории рабочих поселков. Решением ОИК № 665 от 30 августа 1957 года в связи с ликвидацией Первомайского рудоуправления и переходом основного населения на производственные работы в посёлок Кундат — центр Первомайского поссовета перенесен в Кундат. В декабре 1957 г. посёлок Первомайский отнесен к категории сельских населённых пунктов.

## Население
| 1939 | 1970 |
| ---- | ---- |
| 8150 | ↘7   |